# Mario Winans
Mario Winans (Baltimore, Estados Unidos, 27 de agosto de 1974) es un cantante afroamericano de R&B y góspel, productor y compositor. Es más conocido en el mundo de la música por su álbum Hurt No More de 2004 (Top 5 en Estados Unidos y en el Reino Unido) y por su sencillo "I Don't Wanna Know".

## Inicios
Mario Winans nació el 27 de agosto de 1974 en Orangeburg, Carolina del Sur, pero creció en Detroit. Es miembro de la conocida familia de góspel The Winans, siendo el hijo de Marvin Winans y Vickie Winans, y el sobrino de los cantantes de góspel BeBe Winans y CeCe Winans.
Winans comenzó aprendiendo en la escuela a tocar el piano, y más adelante su madre Vicki Winans le compró una habitación llena de material de grabación, y el joven aprendió la función de cada pieza del equipamiento. Comenzó a producir a grupos de góspel directamente desde el instituto, y pronto acumuló créditos para Fred Hammond, The Anointed y The Clark Sisters, así como para varios miembros de la familia Winans.
A mediados de la década de los años 1990, firmó por Rowdy Records, sello discográfico de Dallas Austin. Su éxito vino con las producciones de las canciones "I Can't Sleep Baby" y "You Remind Me Of Something" para el álbum R. Kelly de R. Kelly en 1995. Pronto trabajaría también con Pebbles y 98 Degrees.
Winans grabó su debut Story of my Heart en Motown en 1997. El álbum no tuvo mucho éxito, quizás algo con el sencillo "Don't Know".
Posteriormente, Winans se uniría a Bad Boy Records con P. Diddy y compañía. Su primera aparición con ellos fue en el tema "Come With Me" de Diddy y Jimmy Page en 1998, basado en la canción "Kashmir" de Led Zeppelin de su álbum de 1975 titulado Physical Graffiti.
Durante los años, Winans ha liderado una importante lista de créditos de producción para varios artistas de Bad Boy como Diddy, The Notorious B.I.G., Lil' Kim, Faith Evans, Loon, Black Rob y 112. También ha trabajado con otros artistas no relacionados con el sello como Mary J. Blige, Whitney Houston, Jennifer López, Ice Cube y Brian McKnight.
Winans coprodujo las dos partes de "I Need a Girl" con P. Diddy y apareció en la "Pt. 2" con Loon, Ginuwine y Diddy, convirtiéndose en un éxito en 2002. También produjo la compilación de remix de Bad Boy We Invented The Remix en el año 2002.

## Éxito en solitario
Winans grabó su segundo álbum Hurt No More en 2001, 2002 y 2003, y mientras continuó trabajando con otros artistas. El álbum está basado en historias de amor y traición.
El primer sencillo, "I Don't Wanna Know", está basado en un sample del éxito "Ready Or Not" de The Fugees de 1996, basado en cambio en el tema instrumental "Boadicea" de Enya de 1987. Enya y sus representantes se molestaron porque Winans no buscó su aprobación para el sample, ya que era inconsciente de que el sample de Fugees ya había sido usado, así que llegaron a un compromiso con Enya para que en los créditos de la canción aparezca "Mario Winans featuring P. Diddy and Enya". La canción fue lanzada como sencillo a principios de 2004, convirtiéndose en un éxito en todo el mundo; #1 en Alemania, en el Top 40 en Estados Unidos, #2 en las listas Billboard Hot 100 y Hot R&B/Hip-Hop Songs, #3 en las listas de R&B de Reino Unido, Alemania, Francia, Australia y Estados Unidos, y en las listas de singles de Noruega y Australia.
Hurt No More fue lanzado el 20 de abril de 2004 en Estados Unidos y alcanzó el número uno en la lista Billboard R&B/Hip-Hop Albums, #2 en Billboard 200, y #3 en la lista de álbumes del Reino Unido.
El segundo sencillo del álbum, "Never Really Was", usaba un sample del éxito "Papa Don't Preach" de Madonna de 1986. Sin embargo, la canción no tuvo mucho éxito en América.

## Vida sentimental
Mario Winans estuvo saliendo desde 1997 con Janel Bennett a la que conoció a través de un amigo que tenían en común, Sean "Diddy" Combs. Su relación con Janel duró 8 largos años hasta que ella se quedó embarazada de su hijo Jordan que nació en 2004 y el cortó la relación con ambos.
Otra compañera sentimental es Joy, con la que se piensa que se ha casado, con ella también tiene una hija, Skylar.

## Discografía

### Álbumes
- 1997: Story of My Heart
- 2004: Hurt No More (Oro)

### Singles
- 2004: "I Don't Wanna Know" [#2 US, #1 UK]
- 2004: "Never Really Was" [#44 UK]